# Disintegration (album de The Cure)
Pour les articles homonymes, voir Disintegration.
Albums de The Cure
Kiss Me, Kiss Me, Kiss Me
(1987) Entreat
(1990)
Singles
1. Lullaby
Sortie : 10 avril 1989[6]
2. Fascination Street
Sortie : 18 avril 1989 (aux États-Unis)[7]
3. Lovesong
Sortie : 21 août 1989[8]
4. Pictures of You
Sortie : 19 mars 1990[9]

Disintegration est le huitième album studio de The Cure sorti le 2 mai 1989.
Cet album est aujourd'hui considéré comme l'un des meilleurs du groupe et l'un des disques majeurs des années 1980,.
Il s'éloigne des sonorités pop des deux précédents albums, The Head on the Door et Kiss Me, Kiss Me, Kiss Me, avec lesquels le groupe a rencontré un succès planétaire, et rejoint l'ambiance sombre des débuts, le rendant a priori moins facile d'accès. Pourtant, Disintegration devient le plus grand succès commercial du groupe, avec 4 000 000 d'exemplaires vendus dans le monde.
Les chansons extraites en singles sont aussi couronnées de succès, notamment Lovesong qui atteint la deuxième place du Billboard Hot 100 américain en octobre 1989.
Le 24 mai 2010 sort une édition remasterisée avec deux CD supplémentaires comportant pour l'un des titres inédits, des démos et des versions alternatives des morceaux de l'album, et pour l'autre le live Entreat augmenté de quatre titres. De plus, un site internet est mis en ligne pour l'événement où il est notamment possible d'écouter d'autres inédits, démos et titres live.

## Contexte et enregistrement
Après l'immense succès de l'album Kiss Me, Kiss Me, Kiss Me et de la tournée qui a suivi, la popularité de The Cure plonge Robert Smith, à l'approche de la trentaine, dans une période de dépression personnelle et d'incertitude professionnelle. Craignant d'être enfermé dans une image trop simpliste d'artiste pop, il commence à composer chez lui au printemps 1988 des chansons éloignées de la pop, très sombres et lentes. Celles-ci ayant obtenu l'approbation des autres membres, sans quoi le chanteur déclare qu'il les aurait sorties en solo, le groupe enregistre des démos dans la maison du batteur Boris Williams dans le West Country pendant l'été, puis entre en novembre au studio Hookend, près de Checkendon, avec le producteur David M. Allen, jusqu'au mois de février 1989.
À l'issue des sessions, le claviériste Lol Tolhurst est exclu du groupe par Robert Smith à cause de sa consommation excessive d'alcool qui le rend ingérable. Si sa contribution réelle à l'album est quasi nulle, il est toutefois crédité comme compositeur avec les autres membres et comme musicien avec la vague mention « autres instruments ».
Dans une interview, Smith a raconté qu'il avait décidé de nommer son prochain album Disintegration, et qu'avec ce seul titre comme référence, le groupe avait créé les musiques avant qu'il n'écrive les paroles. Même si certaines chansons sont plutôt « gaies », comme Lovesong, le sentiment qui domine est la nostalgie dans une atmosphère sombre et sinistre, teintée de beaucoup de mélancolie. Le ton est tout de suite donné avec Plainsong, une chanson quasi-instrumentale, dont la mélodie est dominée par des grands riffs de basse.
Le claviériste Roger O'Donnell a déclaré que le groupe ne souhaitait pas sortir le titre Lovesong en single car personne ne l'appréciait. Sur scène, lors du Prayer Tour qui suit la sortie de l'album, la chanson n'est d'ailleurs jouée qu'à partir de la mi tournée. C'est le manager Chris Parry qui convainc le groupe de la sortir en single.
La chanson Fascination Street fait référence à la Bourbon Street de La Nouvelle-Orléans, et son titre fut trouvé par addition d'un mot amené par les autres membres du groupe au mot Street,.

## Disintegrationsur scène
Selon Robert Smith, Disintegration est le deuxième volet d'une trilogie commencée avec Pornography en 1982 et qui se clôturera avec Bloodflowers en 2000,.
Ainsi, l'album est joué dans son intégralité en live, ainsi que Pornography et Bloodflowers, au cours de deux concerts au Tempodrom de Berlin en novembre 2002 qui ont fait l'objet d'un enregistrement audio-vidéo intégral que l'on retrouve sur le double DVD intitulé Trilogy.

« Les albums Pornography, Disintegration et Bloodflowers sont inexorablement liés pour bien des raisons, et la réalisation du programme Trilogy fait la lumière sur mon expérience de The Cure. »

— Robert Smith (2002)
À l'occasion des 30 ans de la sortie de Disintegration, l'album est de nouveau joué sur scène en entier lors de cinq concerts en mai 2019 à l'opéra de Sydney en Australie.

## Distinctions
Disintegration apparaît dans plusieurs listes établies par la presse spécialisée comme les meilleurs albums de l'année 1989 selon le Melody Maker où il arrive en tête, les 500 plus grands albums de tous les temps du magazine américain Rolling Stone, le Top 100 des albums des années 80 par Pitchfork,,. Il est également listé dans l'ouvrage Les 1001 albums qu'il faut avoir écoutés dans sa vie.

## Liste des chansons

### Édition originale (1989)
Tous les titres ont été écrits par Robert Smith et composés par Simon Gallup, Roger O'Donnell, Robert Smith, Porl Thompson, Laurence Tolhurst et Boris Williams.
| No  | Titre                                            | Durée |
| --- | ------------------------------------------------ | ----- |
| 1.  | Plainsong                                        | 5:12  |
| 2.  | Pictures of You                                  | 7:24  |
| 3.  | Closedown                                        | 4:16  |
| 4.  | Lovesong                                         | 3:29  |
| 5.  | Last Dance (n'apparaît pas sur l'édition vinyle) | 4:42  |
| 6.  | Lullaby                                          | 4:08  |
| 7.  | Fascination Street                               | 5:16  |
| 8.  | Prayers for Rain                                 | 6:05  |
| 9.  | The Same Deep Water as You                       | 9:19  |
| 10. | Disintegration                                   | 8:18  |
| 11. | Homesick (n'apparaît pas sur l'édition vinyle)   | 7:06  |
| 12. | Untitled                                         | 6:30  |

### Deluxe Edition (2010)
- CD 1

The Original Album
(Contenu identique à l'édition originale)
- CD 2

| 1.  | Prayers for Rain (Robert Smith home demo (Instrumental) – 4/88)                           | 3:01 |
| 2.  | Pictures of You (Robert Smith home demo (Instrumental) – 4/88)                            | 3:32 |
| 3.  | Fascination Street (Robert Smith home demo (Instrumental) – 4/88)                         | 2:41 |
| 4.  | Homesick (Band rehearsal (Instrumental) – 6/88)                                           | 3:14 |
| 5.  | Fear of Ghosts (Band rehearsal (Instrumental) – 6/88)                                     | 2:59 |
| 6.  | Noheart (Band rehearsal (Instrumental) – 6/88)                                            | 2:42 |
| 7.  | Esten (Band demo (Instrumental) – 9/88)                                                   | 3:15 |
| 8.  | Closedown (Band demo (Instrumental) – 9/88)                                               | 2:51 |
| 9.  | Lovesong (Band demo (Instrumental) – 9/88)                                                | 3:42 |
| 10. | 2 Late (Band demo (Instrumental) – 9/88)                                                  | 2:52 |
| 11. | The Same Deep Water as You (Band demo (Instrumental) – 9/88)                              | 6:06 |
| 12. | Disintegration (Band demo (Instrumental) – 9/88)                                          | 6:37 |
| 13. | Untitled ((alternate version) – Studio rough (Instrumental) – 11/88)                      | 3:39 |
| 14. | Babble ((alternate version) – Studio rough (Instrumental) – 11/88)                        | 3:01 |
| 15. | Plainsong (Studio rough (Guide vocal) – 11/88)                                            | 4:46 |
| 16. | Last Dance (Studio rough (Guide vocal) – 11/88)                                           | 4:43 |
| 17. | Lullaby (Studio rough (Guide vocal) – 11/88)                                              | 3:49 |
| 18. | Out of Mind (Studio rough (Guide vocal) – 11/88)                                          | 3:00 |
| 19. | Delirious Night (Rough mix (vocal) – 12/88)                                               | 4:31 |
| 20. | Pirate Ships ((Robert Smith solo) – Rough mix (vocal) – 12/89 (Reprise de Wendy Waldman)) | 3:38 |

- CD 3

| 1.  | Plain Song                 | 5:19  |
| 2.  | Pictures of You            | 7:04  |
| 3.  | Closedown                  | 4:22  |
| 4.  | Lovesong                   | 3:24  |
| 5.  | Last Dance                 | 4:37  |
| 6.  | Lullaby                    | 4:14  |
| 7.  | Fascination Street         | 5:10  |
| 8.  | Prayers for Rain           | 4:50  |
| 9.  | The Same Deep Water As You | 10:03 |
| 10. | Disintegration             | 7:54  |
| 11. | Homesick                   | 6:47  |
| 12. | Untitled                   | 6:45  |

- Bonus internet

| 1.  | Closedown ((RS Home Instrumental Demo 5/88))                | 1:24  |
| 2.  | Last Dance ((RS Home Instrumental Demo 5/88))               | 3:11  |
| 3.  | Lullaby ((RS Home Instrumental Demo 5/88))                  | 2:10  |
| 4.  | Tuned Out on RTV5 ((Instrumental Rehearsal 6/88))           | 2:20  |
| 5.  | Fuknnotfunk ((Instrumental Rehearsal 6/88))                 | 2:08  |
| 6.  | Babble ((Instrumental Rehearsal 6/88))                      | 2:08  |
| 7.  | Plainsong ((Instrumental Demo 9/88))                        | 2:24  |
| 8.  | Pictures of You ((Instrumental Demo 9/88))                  | 3:11  |
| 9.  | Fear of Ghosts ((Instrumental Demo 9/88))                   | 4:04  |
| 10. | Fascination Street ((Instrumental Demo 9/88))               | 3:45  |
| 11. | Homesick ((Instrumental Demo 9/88))                         | 4:37  |
| 12. | Delirious Night ((Instrumental Demo 9/88))                  | 3:26  |
| 13. | Out of Mind ((Studio Instrumental Jam 10/88))               | 2:40  |
| 14. | 2 Late ((Studio 'WIP' Mix 11/88))                           | 2:30  |
| 15. | Lovesong ((Studio 'WIP' Mix 11/88))                         | 3:19  |
| 16. | Prayers for Rain ((Studio 'WIP' Mix 11/88))                 | 6:02  |
| 17. | The Same Deep Water as You ((Live Dallas Starplex 9/15/89)) | 10:28 |
| 18. | Disintegration ((Live Dallas Starplex 9/15/89))             | 7:08  |
| 19. | Untitled ((Live Dallas Starplex 9/15/89))                   | 7:07  |
| 20. | Faith ((Live Rome Palaeur 6/4/89—Crowd Bootleg))            | 14:06 |

- Ces enregistrements étaient disponibles gratuitement via le site éphémère www.thecuredisintegration.com[14]

## Composition du groupe
- Robert Smith : chant, guitare et claviers
- Porl Thompson : guitares
- Simon Gallup : basse, claviers
- Roger O'Donnell : claviers
- Boris Williams : batterie
- Laurence Tolhurst : autres instruments

## Classements

### Classements hebdomadaires
| Classement (1989)              | Meilleure place |
| ------------------------------ | --------------- |
| Allemagne (Media Control AG)   | 2               |
| Australie (ARIA)               | 9               |
| Autriche (Ö3 Austria Top 40)   | 5               |
| Canada (Canadian Albums Chart) | 22              |
| États-Unis (Billboard 200)     | 12              |
| France (IFOP)                  | 3               |
| Italie (FIMI)                  | 7               |
| Norvège (VG-lista)             | 7               |
| Nouvelle-Zélande (RIANZ)       | 6               |
| Pays-Bas (Mega Album Top 100)  | 3               |
| Royaume-Uni (UK Albums Chart)  | 3               |
| Suède (Sverigetopplistan)      | 10              |
| Suisse (Schweizer Hitparade)   | 4               |

| Classement (2010)               | Meilleure place |
| ------------------------------- | --------------- |
| Allemagne (Media Control AG)    | 61              |
| Belgique (Flandre Ultratop)     | 84              |
| Belgique (Wallonie Ultratop)    | 41              |
| Écosse (OCC)                    | 76              |
| États-Unis (Billboard 200)      | 92              |
| États-Unis (Top Catalog Albums) | 4               |
| France (SNEP)                   | 90              |
| Irlande (IRMA)                  | 78              |
| Italie (FIMI)                   | 47              |
| Royaume-Uni (UK Albums Chart)   | 68              |

| Classement (2022)   | Meilleure place |
| ------------------- | --------------- |
| Grèce (IFPI Greece) | 1               |

### Classements annuels
| Classement (1989)            | Position |
| ---------------------------- | -------- |
| Allemagne (Media Control AG) | 13       |
| Australie (ARIA)             | 69       |
| Autriche (Ö3 Austria)        | 18       |
| États-Unis (Billboard 200)   | 35       |
| Europe (Music & Media)       | 15       |
| Pays-Bas (Album Top 100)     | 59       |

## Certifications
| Pays                    | Certifications | Date       | Unités certifiées |
| ----------------------- | -------------- | ---------- | ----------------- |
| Allemagne (BVMI)        | Or             | 1989       | 250 000           |
| États-Unis (RIAA)       | 2 × Platine    | 01/07/2004 | 2 000 000         |
| France (SNEP)           | 2 × Or         | 1989       | 200 000           |
| Italie (FIMI)           | Or             | 2018       | 25 000            |
| Nouvelle-Zélande (RMNZ) | Platine        | 24/10/2024 | 15 000            |
| Royaume-Uni (BPI)       | Or             | 05/05/1989 | 100 000           |
| Suisse (IFPI)           | Or             | 1989       | 25 000            |

## Anecdotes
Dans l'épisode 12 de la saison 1 de South Park intitulé Mecha Streisand, Kyle déclare à Robert Smith que l'album Disintegration est le plus grand album de tous les temps (« Disintegration is the best album everrr! » en original dans le texte).
Dans l'épisode 7 de la saison 1 de Mr. Robot, Elliot inscrit The Cure - Disintegration sur le CD contenant les informations de Sheila.
Dans le film Ant-Man, lors de la scène de combat contre YellowJacket dans une mallette chutant d'un hélicoptère, Ant-man dit "I am going to disintegrate you", ce que Siri, le logiciel de reconnaissance vocal d'Apple, reconnait comme une instruction en répétant "Play Disintegration by The Cure". La suite du combat se déroule sur la musique du titre Plainsong.